# 熊野雄七
熊野 雄七（くまの ゆうしち、1852年3月5日（嘉永5年2月15日）- 1921年（大正10年)1月10日）は、明治時代の日本の教育者。横浜バンドのメンバーで明治学院大学創設者の一人である。

## 生涯

### 大村藩士
1852年（嘉永5年）、大村藩士熊野与の子として生まれる。藩校五教館（長崎県立大村高等学校の起源）で学ぶ。1868年（慶応4年）、戊辰戦争に大村藩士として従軍し、会津戦争に参加する。

### 書生時代
その後、大村藩より派遣されて東京に留学し、安井息軒の塾に学び、次いで英学を学ぶために慶應義塾で学ぶ。1871年（明治4年）、女性宣教師のルイーズ・H・ピアソンが横浜に開いた「ピアソン学校」で英語を学ぶ。このほかピアソンら3人の女性宣教師を女性教育のため日本に招いたオランダ改革派教会の宣教師ジェームス・ハミルトン・バラからはバラ塾で聖書を学び、同じくオランダ改革派宣教師のサミュエル・ロビンス・ブラウンによるブラウン塾でも英語と神学を学んでいる。

### 教師時代

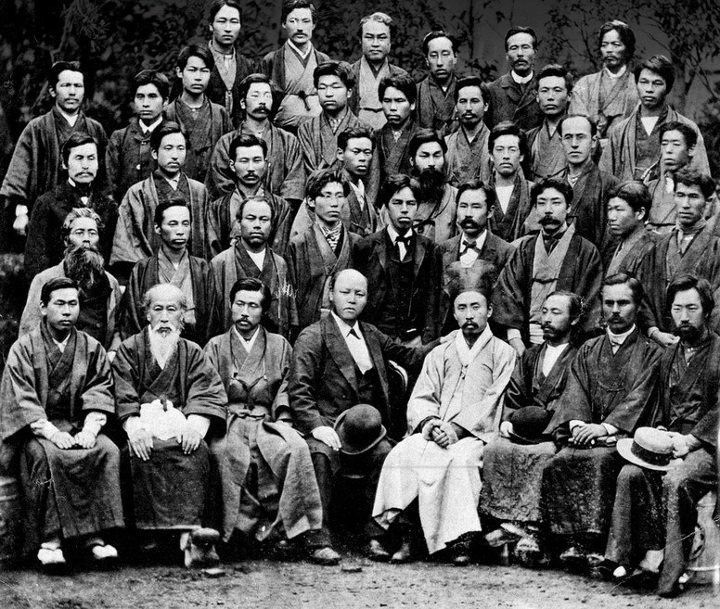
1883年の第三回全国基督信徒大親睦会、熊野は最後列の右から3人目

1872年（明治5年）にバラより洗礼を受け、横浜バンドのメンバーとなる。バラは女子教育の寄宿学校「アメリカン・ミッション・ホーム」を設立・運営しており、熊野はその教員となった。1875年に学校は共立女学校と改名するが、その名付け親は熊野といわれている。1878年には共立女学校幹事となった。
1883年（明治16年）5月東京の新栄教会で開催された第三回全国基督教信徒大親睦会に幹部として参加する。
1886年（明治19年）に明治学院が創設された際、7人の理事の一人になる。2代目総理井深梶之助を助けて、明治学院の教授と運営を行う。1893年（明治26年）明治学院を退職する。